# Babies (chaussures)
Pour les articles homonymes, voir Babies.

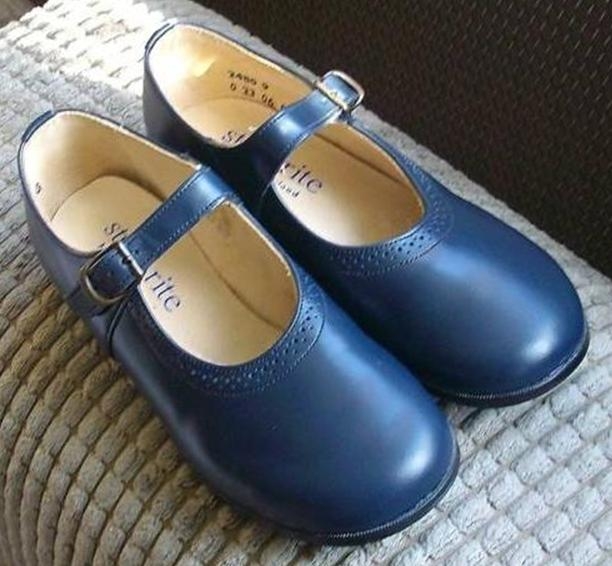
Babies classiques de Start-rite.

Une baby – au pluriel babies – (parfois appelée Charles IX ou encore Mary Jane en anglais) est une chaussure basse, fermée, et décolletée, avec une ou plusieurs lanières s'attachant sur le quartier extérieur et retenant le pied.
Les babies classiques type pour enfants sont faites de cuir ou cuir verni noir, ont une mince lanière attachée par une boucle ou un bouton, une empeigne large et arrondie, un talon bas, et une semelle extérieure mince. Chez les filles, les babies sont traditionnellement portées avec collants ou chaussettes, et robe ou jupe et chemisier. Chez les garçons (plus rare), les babies sont traditionnellement portées avec chaussettes, culotte courte, et chemise.

## Histoire
Bien que généralement associées aux fillettes de nos jours, et dans une moindre mesure aux adolescentes et aux femmes, les babies ont aussi été portées par la gent masculine au cours de l'histoire. Pour citer quelques exemples :
- Certains hommes de la Renaissance, dont les rois François Ier et Charles IX de France, Henri VIII d'Angleterre, etc. (comme on peut le voir dans les peintures de l'époque).
- Certains hommes et garçons de la Chine impériale (comme on peut le voir dans de vieilles photographies/cartes postales).
- Certains garçons depuis le XIXe siècle, notamment dans la première moitié du XXe siècle (comme on peut le voir dans de vieilles photographies/cartes postales ou dans les bandes dessinées et films de Buster Brown[N 4]), et dans une moindre mesure après la Seconde Guerre mondiale (principalement dans les familles d'élite ou célèbres : le fils de John F. Kennedy lors des funérailles de ce dernier, les princes britanniques Guillaume et Henri à la fin des années 1980, etc.).

Les chaussures enfantines bridées par une lanière sur le cou-de-pied et attachées par une boucle ou un bouton sont apparues au début du XIXe siècle. À l'origine portées par garçons et filles, elles ont commencé à être perçues comme étant surtout pour filles dans les années 1930 en Amérique du Nord et dans les années 1940 en Europe. Elles eurent également du succès auprès des femmes dans les années 1920.
Aujourd'hui, les babies pour enfants, notamment les styles plus classiques, sont souvent considérées comme des chaussures semi-habillées ou habillées, appropriées à l'école (de nombreux établissements à travers le monde exigent que les filles en portent avec leur uniforme), aux cérémonies religieuses, aux mariages, aux visites, et aux goûters d'anniversaire par exemple. Des styles plus modernes sont également portés dans des contextes plus décontractés, cependant : aires de jeux, centres commerciaux, sports (baskets en forme de babies), etc. Bien que moins en vogue que par le passé, les babies restent un classique intemporel de la mode pour enfants et, pour beaucoup de personnes, un symbole de l'enfance féminine. Ce type de chaussure marque souvent le passage du stade de bébé à celui de l'enfance.
Les babies sont par ailleurs un accessoire privilégié de nombreux costumes traditionnels ou folkloriques, tels que ceux de la danseuse de flamenco ou de la femme type dans la Chine de Mao.